# Gemeindezentren und Diasporakapellen von Otto Bartning

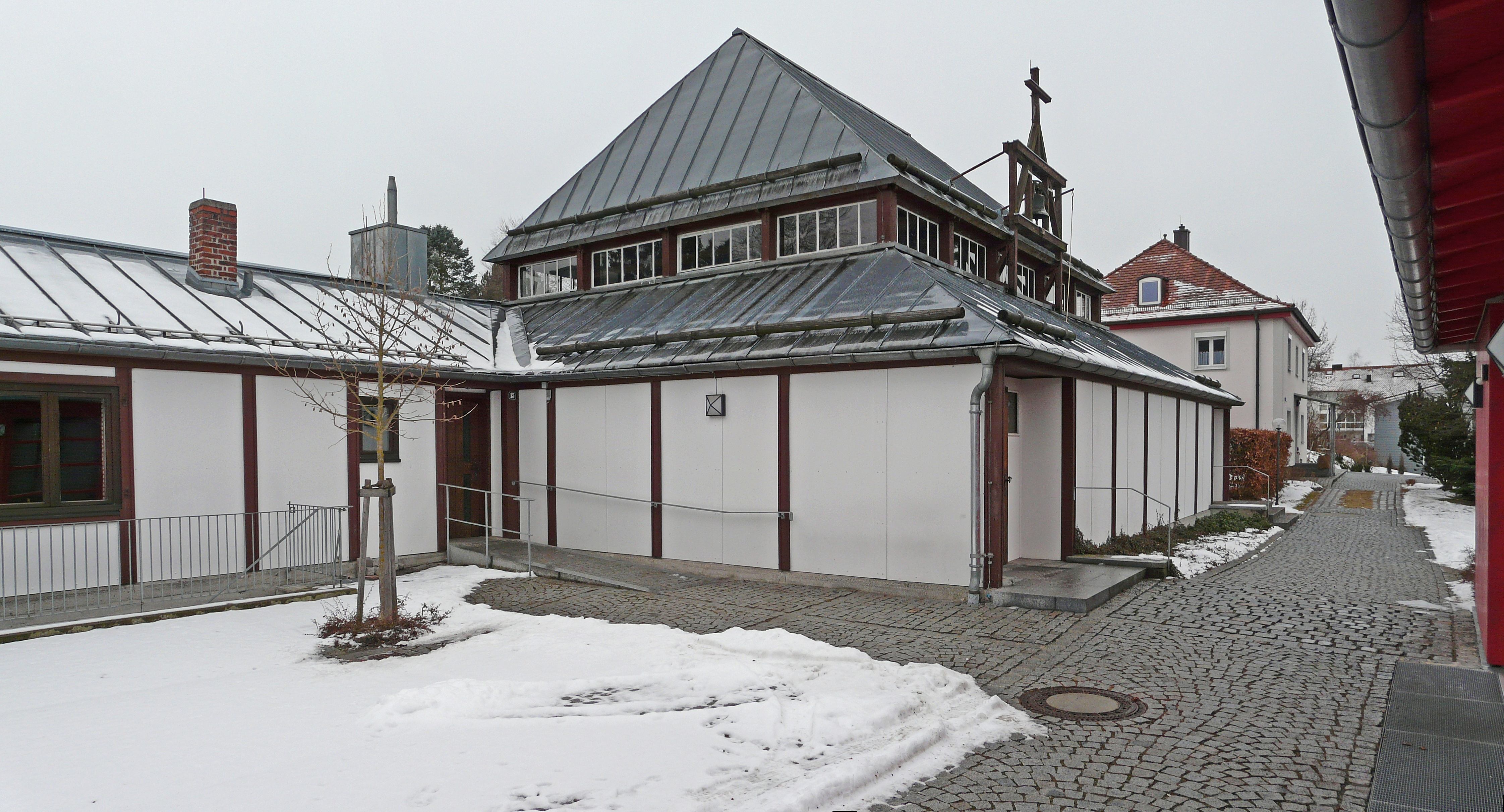
Das Gemeindezentrum in Viechtach (Bayerischer Wald) im Januar 2009

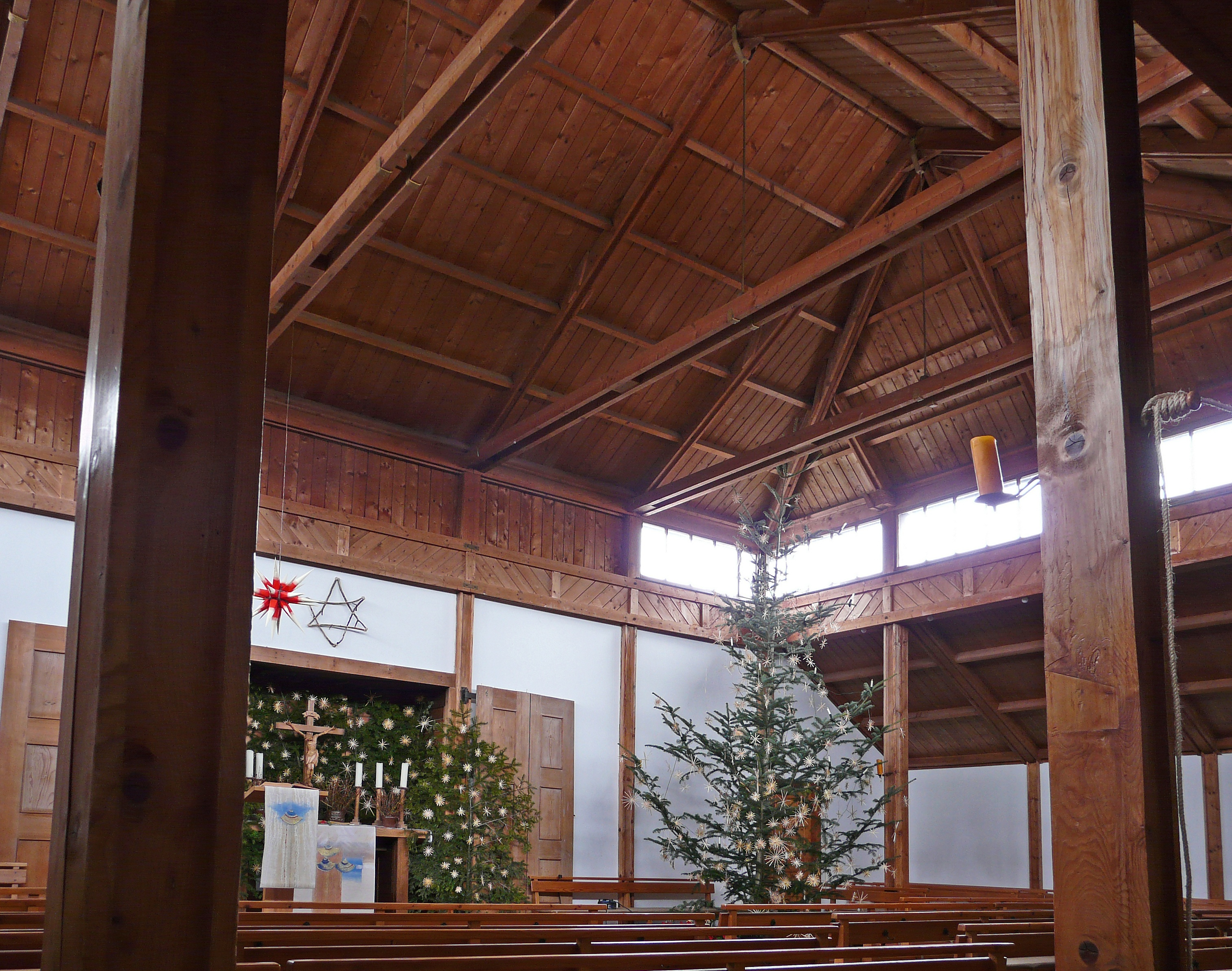
Innenraum des Viechtacher Gemeindezentrums mit Altarnische, Januar 2009

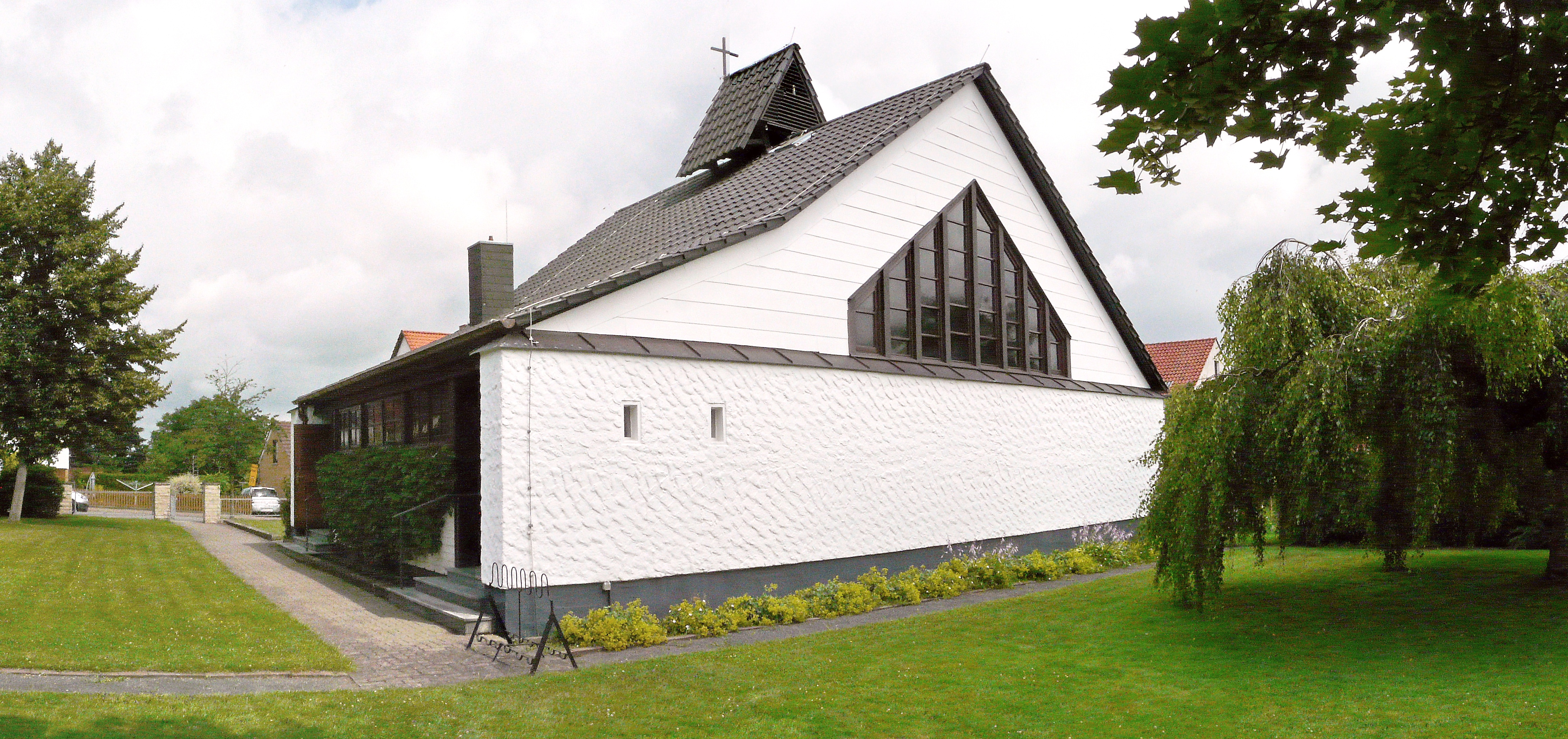
Diasporakapelle: die Pauluskirche in Bilshausen, Juni 2011

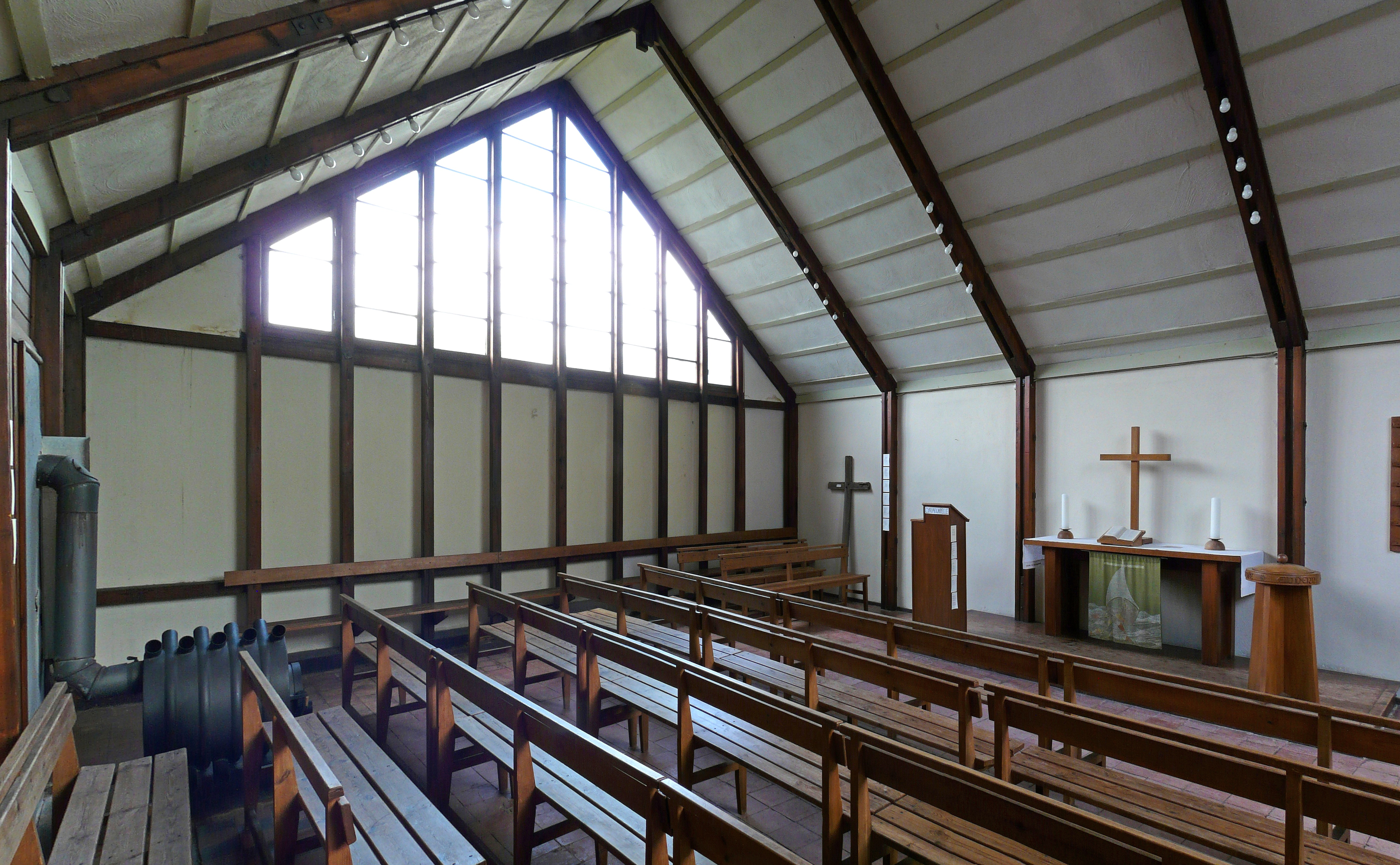
Innenansicht der Cyriakkapelle Erfurt, August 2009

Als Gemeindezentren und Diasporakapellen des Architekten Otto Bartning werden die Folgetypen der Notkirchen bezeichnet, die in einem zweiten Hilfsprogramm zwischen 1949 und 1953 in Deutschland erbaut wurden.

## Konzept der Serienkirchen
Die Grundidee bestand (wie schon bei den Notkirchen des ersten Programms) in der Errichtung einer aus Holz vorgefertigten, selbsttragenden Konstruktion. Die individuelle Ausgestaltung ergab sich aus der praktischen Beteiligung der Gemeinden am Bau sowie aus der teilweisen Verwendung örtlich vorhandener unterschiedlicher Baumaterialien zur Vervollständigung der Gebäude. Mit einfachen und kostengünstigen Mitteln wurden so insgesamt 19 Gemeindezentren und 33 Diasporakapellen errichtet.

## Umsetzung des Programms
Im Unterschied zu den Notkirchen, die in der unmittelbaren Nachkriegszeit vor allem in zerstörten Städten erbaut wurden, um fehlende Kirchen zu ersetzen, waren die Gemeindezentren und Diasporakapellen für evangelische Gemeinden gedacht, die in vorwiegend katholischen Gebieten Deutschlands durch den Zuzug von Kriegsflüchtlingen entstanden waren. (Daher die Verwendung des Begriffs Diaspora.) Das Programm wurde durch das Hilfswerk der Evangelischen Kirchen in Deutschland aus internationalen Spendenmitteln gefördert. Die Gemeinden hatten das Grundstück und dessen Erschließung aufzubringen; ein finanzieller Eigenanteil konnte durch freiwillige Hilfsdienste verringert werden.
Die meisten der erbauten Gemeindezentren und Diasporakapellen sind heute noch erhalten und erfreuen sich als Baudenkmale zunehmender Wertschätzung.

## Gemeindezentrum (auch bezeichnet als „Notkirche Typ D“)

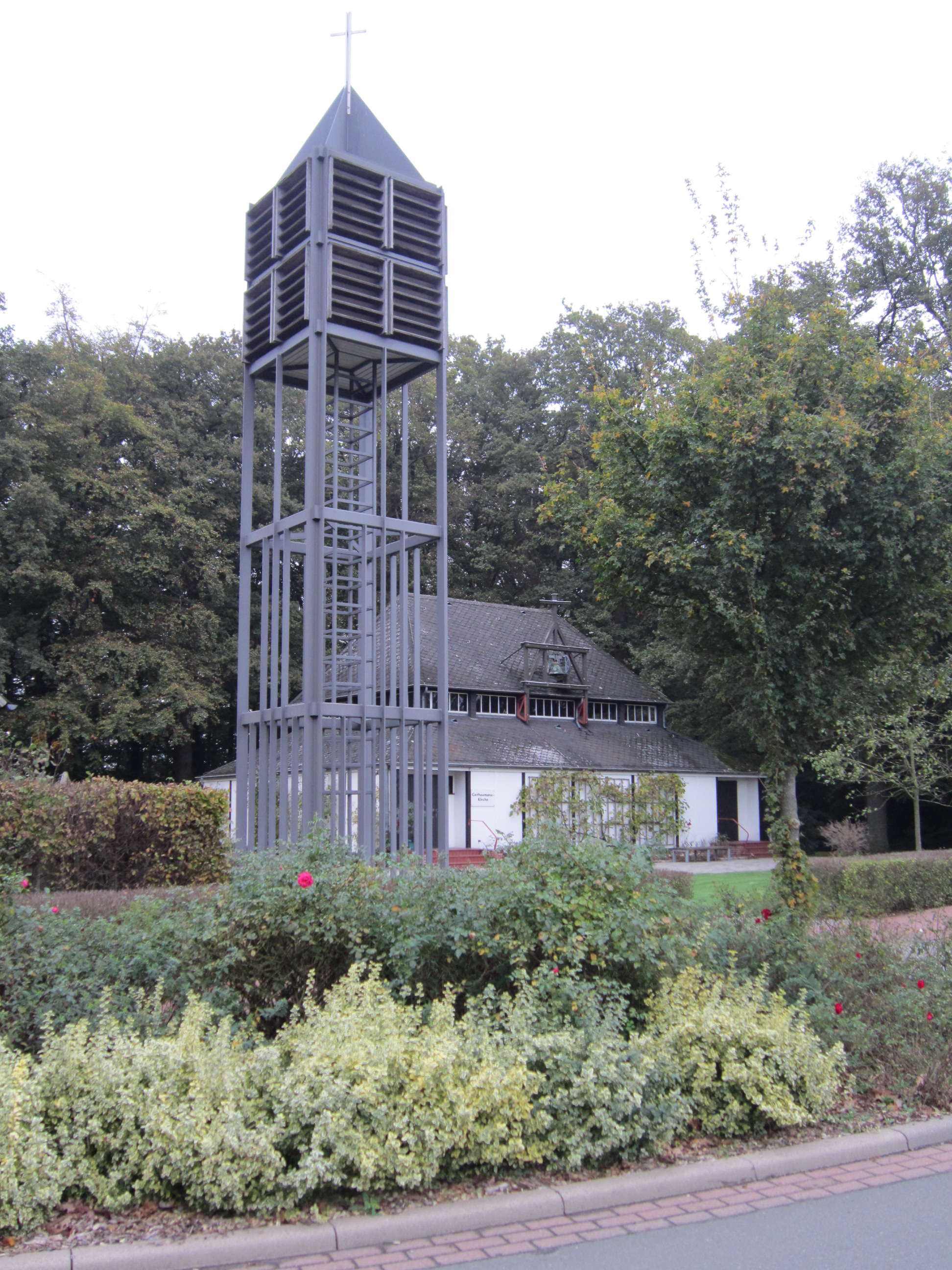
Gethsemane-Kirche Bakum, Oktober 2014

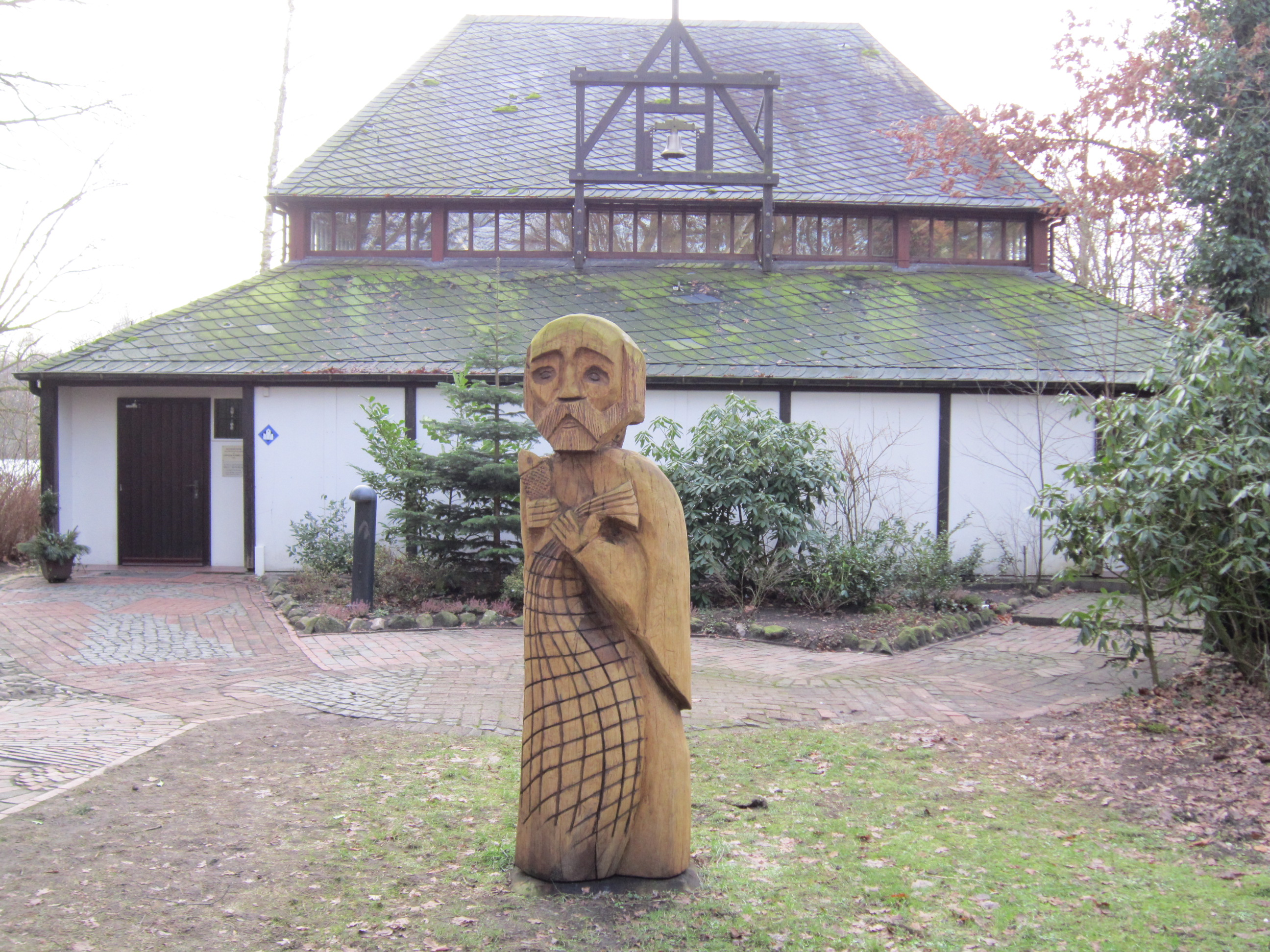
St. Petri-Kapelle beim Blockhaus Ahlhorn, Januar 2011

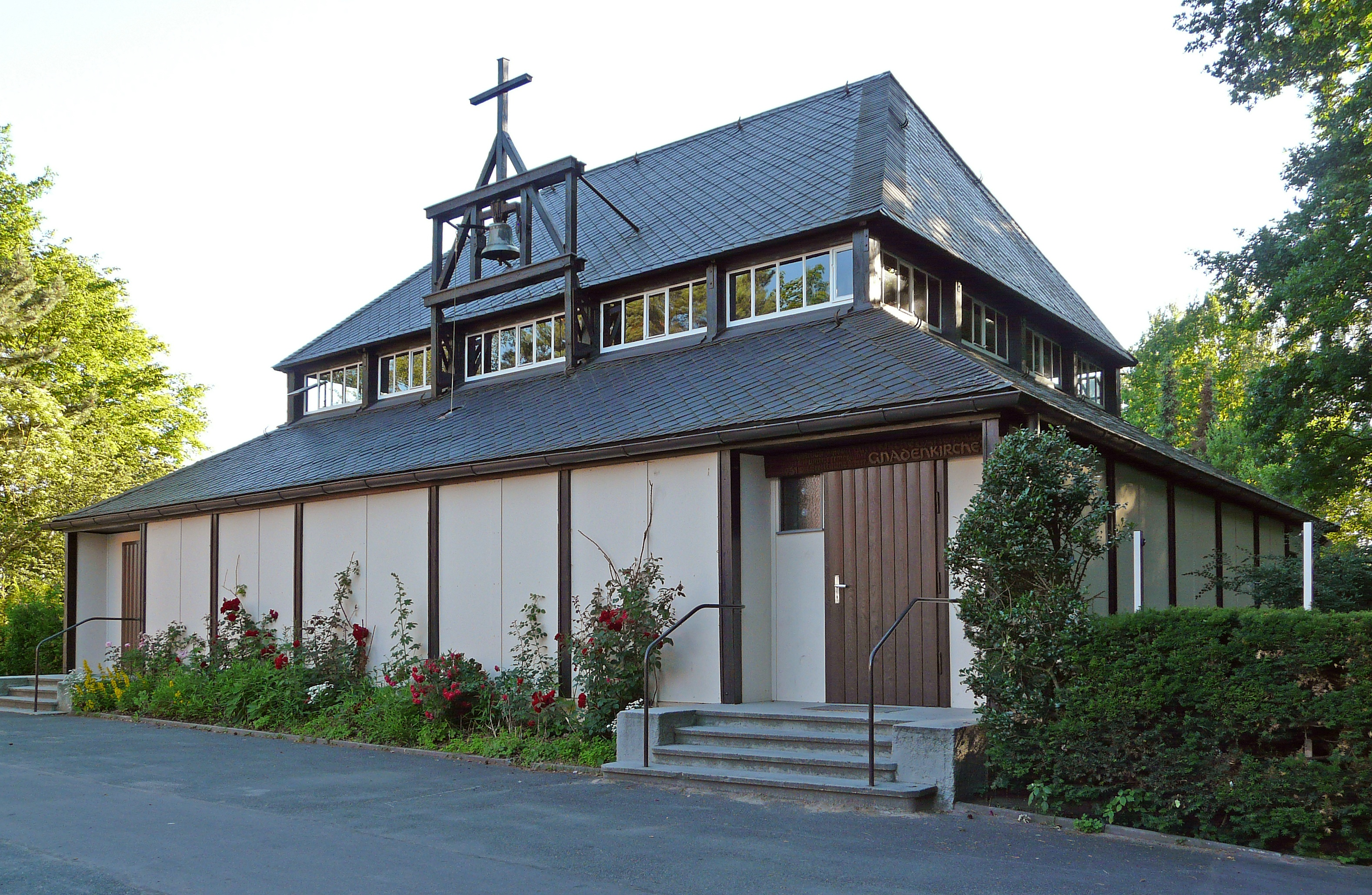
Gemeindezentrum: Gnadenkirche Nürnberg-Schafhof, Juni 2012

Der Grundriss des Gemeindezentrums mit 15,90 m × 13,20 m ist nahezu quadratisch. Der Kirchensaal, bestehend aus einem Mittelraum mit angrenzenden „Seitenschiffen“ und einem Sängerpodium, bietet etwa 250–280 Sitzplätze. Im hinteren Teil des Gemeindezentrums befinden sich die Sakristei und weitere Nebenräume. Von außen fällt besonders das erhöhte mit einem Walmdach abschließende Bauteil, das den Mittelraum des Kirchensaals überdeckt, auf. Ein Vorbau mit einem Pultdach ist umlaufend um den Mittelraum angeordnet. In der Gebäudeachse befindet sich auf dem Pultdach ein offener Glockenträger mit Kreuz. Die kleine Glocke lässt/ließ sich per Hand aus dem Innenraum läuten.
Als indirekte und einzige Belichtung hat das Gemeindezentrum ein umlaufendes, gegliedertes Fensterband zwischen Walmdach und Pultdach. In die Holzständerkonstruktion der Wände, die sowohl von außen als auch von innen sichtbar ist, sind weiß gestrichene Faserzementplatten eingehängt.
Der Besucher betritt das Gemeindezentrum durch einen der zwei Haupteingänge mit Windfang, die jeweils rechts und links auf der Frontseite angeordnet sind. Die das Walmdach tragenden innen sichtbaren Holzstützen und das seitlich niedrigere Pultdach gliedern den Innenraum in Mittelraum und „Seitenschiffe“. Der offene Dachstuhl ist mit einer Holzverschalung versehen. An der Altarwand steht der Altar auf einem Podest vor einer Nische mit hölzernen Klappläden, in der er bei Gemeindeveranstaltungen verschlossen werden kann. Ebenfalls auf dem Podest ist ein Kanzelpult vorgesehen. Das Sängerpodium mit der Orgel auf der gegenüberliegenden Seite kann bei Veranstaltungen mitgenutzt werden. Der Kirchensaal ist für den Gottesdienst mit Holzbänken bestuhlt. Zusätzliche Klapptische für Gemeindeveranstaltungen sowie andere Ausstattungsstücke, die nicht im Lieferumfang des seriellen Gemeindezentrums enthalten waren, konnten von den Gemeinden dazu bestellt werden.

## Entwurfsgeschichte
Der eigentliche Entwurf Bartnings sah ein Gemeindezentrum mit rückwärtiger, angeschlossener Pfarrwohnung vor. Ein Heizungskeller war vorgesehen; darüber die Pfarrwohnung und ein Zimmer für die Gemeindeschwester mit direkten Zugängen zum Gemeindezentrum. Viele Gemeinden entschieden sich aus Kostengründen oder auf Grund des Bauplatzes gegen die Pfarrwohnung, ließen sich den Betrag auszahlen, um dann anschließend ein separates Pfarrhaus zu planen. Des Weiteren vermissten die Gemeinden, die sich für ein Gemeindezentrum entschieden hatten, in der täglichen Nutzung einen abtrennbaren Saal, wie es ihn in den Notkirchen Bartnings unter der Orgelempore gibt. Dazu kam, dass die Spendenbereitschaft im Ausland schneller nachließ als erwartet.
Deshalb entschied sich das Zentralbüro des Evangelischen Hilfswerks, Bartning mit einer Verkleinerung des Gemeindezentrums zu beauftragen. Auf Grund der veränderten Bedingungen und des Wunsches, möglichst vielen weiteren Diasporagemeinden den Bau von Räumen für Gottesdienst und Gemeindearbeit zu ermöglichen, entstand ein Neuentwurf Bartnings mit dem Namen Diasporakapelle, der das Gemeindezentrum ersetzte. Die Gemeinden, die sich nach Umstellung des Hilfsprogramms für ein Gemeindezentrum entschieden, mussten den Differenzbetrag selbst aufbringen. Insgesamt wurden 19 Gemeindezentren von 1949 bis 1951 gebaut.

## Diasporakapelle
Die Diasporakapelle wurde über einem rechteckigen Grundriss mit den Maßen 11,30 m × 14,47 m errichtet. Der Innenraum gliedert sich in einen Kirchensaal mit 150–160 Sitzplätzen und einen durch Klappwände abtrennbaren kleineren Saal mit 40–50 Plätzen. Im hinteren Teil des Gebäudes befinden sich die Sakristei und ein weiterer Nebenraum.
In der Außenansicht passt sich das Gebäude durch ein einfaches Satteldach, das an der Frontseite in ein Schleppdach übergeht, in die Umgebungsbebauung ein. Als Kapelle ist das Gebäude an seinem Kreuz auf dem Dachreiteraufsatz für die Glocke zu erkennen. Die 2,70 m hohen Außenmauern, aus vor Ort verfügbaren Materialien hergestellt, umschließen die Kapelle dreiseitig. Die Frontseite besteht aus einer verschalten Holzständerkonstruktion, an der sich rechts und links die Haupteingänge befinden. Zur indirekten Belichtung sind die beiden dreieckigen Giebelfelder, gegliedert im Rhythmus der Holzständerkonstruktion, verglast. Der kleine Gemeindesaal wird über ein schmales, gegliedertes Fensterband belichtet.
Man betritt den Kirchenraum über einen der Eingänge durch den Windfang und nimmt die eingestellte Holzständerkonstruktion für den Dachstuhl wahr. Der Dachstuhl ist mit einer Holzverschalung versehen. Auf einem Podest vor der verschalten Altarwand steht der Altar, der bei Gemeindeveranstaltungen in der Altarnische mit hölzernen Klappläden verschlossen werden kann. Ebenfalls auf dem Podest ist ein Kanzelpult vorgesehen. Der Kirchensaal war für den Gottesdienst mit Holzbänken bestuhlt. Zusätzliche Klapptische für Gemeindeveranstaltungen sowie andere Ausstattungsstücke, die nicht im Lieferumfang der seriellen Diasporakapelle enthalten waren, konnten von den Gemeinden dazu bestellt werden. Zwischen 1950 und 1953 wurden insgesamt 33 Diasporakapellen gebaut.

## Standorte
| - Algermissen, Adventskirche (1950, im Wesentlichen erhalten) - Bakum (Kreis Vechta), Gethsemanekirche (1951, im Wesentlichen erhalten) - Bawinkel, Petruskirche (1950, im Wesentlichen erhalten) - Delbrück: Ehemalige Segenskirche (1949, Prototyp des Typs D, zunächst in Heidelberg aufgebaut und anschließend nach Delbrück transloziert, später u. a. Diskothek) - Emstek (1950, 1971 abgerissen) - Garrel, Friedenskirche (1950, 2009 im Ort umgesetzt, im Wesentlichen erhalten) - Geeste-Dalum (Niedersachsen), Pauluskirche (1950, im Wesentlichen erhalten) - Königswinter-Oberpleis (1949, im Wesentlichen erhalten) - Neufahrn in Niederbayern, Friedenskirche (1950, im Wesentlichen erhalten) - Neuenhaus (Dinkel), St.-Johannes-Kirche (1950, im Wesentlichen erhalten) - Neuenkirchen-Wettringen, Friedenskirche (1950, im Wesentlichen erhalten) - Neuss-Reuschenberg, Alte Erlöserkirche (1951, heute Gemeindehaus) - Neufahrn in Niederbayern, Friedenskirche - Nordhorn, Martin-Luther-Haus (1951, im Wesentlichen erhalten) - Nürnberg-Schafhof, Gnadenkapelle (1951, im Wesentlichen erhalten) - Overath, Versöhnungskirche (1951, im Wesentlichen erhalten, seit 2018 im Freilichtmuseum Kommern) - Peiting-Herzogsägmühle, Martinskirche (1949, erhalten) - Rheinbach (1949, nach 1969 abgerissen) - Sögel, Markuskirche (1950, im Wesentlichen erhalten) - Steinfeld (Oldenburg) (1950, 1979 nach Ahlhorn umgesetzt, jetzt: St. Petri zu den Fischteichen) - Viechtach, Christuskirche (1950, beispielhaft erhalten) - Wertingen, Bethlehemkirche (1950, 2006 abgerissen) - Wettringen, Friedenskirche | (chronologisch) - Ludwigshafen (Bodensee) (1950, später nach Billigheim (Baden) versetzt, erhalten) - Neusorg, Christuskirche (1950, erhalten) - Billerbeck, Kapelle zum Guten Hirten (1950, 1973 oder 1975 abgerissen) - Sundern, Lukaskirche (1950, 2019 abgerissen, Teile eingelagert) - Erfurt, Cyriakkapelle (1950, erhalten) - Ascheberg (Westf), Gnadenkapelle (1950, erhalten) - Erolzheim, Diasporakapelle (1951, erhalten) - Werlte, Lukaskirche (1951, erhalten) - Voltlage (1951, 1970 als Thomaskapelle nach Bramsche-Lappenstuhl umgesetzt, erhalten) - Pocking, Kreuzkirche (1951, erhalten und in der Denkmalliste eingetragen) - Kevelaer, Martin-Luther-Kapelle (1951, 1962 innerorts umgesetzt, 2007 abgerissen) - Berlin-Wedding, Kapelle Dorotheenstädtischer Friedhof II, zuvor Kapelle der Dankeskirchengemeinde (1951, erhalten) - Neubrandenburg, St.-Michael-Kirche (1951, erhalten) - Bilshausen, Pauluskirche (7. Oktober 1951 eingeweiht, im Originalzustand erhalten) - Giesen-Ahrbergen, Friedenskapelle (1951, 1981 abgebrannt) - Hoyerswerda, Lutherhaus (1951, erhalten) - Gerzen, Erlöserkirche (1951, erhalten) - Lodenau, Gustav-Adolf-Kirche (1951, erhalten) - Birkenheide, Lukaskirche (1951, erhalten) - Gummersbach-Berghausen, ev. Kirche (1951, erhalten) - Heitersheim, ehem. ev. Kirche (1951, um 1971 zu einem Wohnhaus umgebaut) - Breisach, Diasporakapelle (1951, durch Neubau von 1967 ersetzt) - Grevenbroich (Gustorf-Gindorf), Markuskirche (1951, erhalten) - Dachau, jetzt Golgathakirche München-Ludwigsfeld (1952, umgesetzt 1967, jetzt georgisch-orthodoxe Kirche) - Elzach, Johanneskirche (1952, erhalten) - Donzdorf, ehem. ev. Kirche (1952, 1979 profaniert) - Wachtendonk, Notkirche (1952, nach 1985 verschenkt und in Hagen-Haspe als kath. Lioba-Kapelle eingeweiht, erhalten) - Neumarkt-St. Veit, Friedenskirche (1952, erhalten) - Gescher, Gnadenkirche (1952, erhalten) - Emsbüren-Leschede, Erlöserkirche (1952, erhalten) - Stadtallendorf, Notkirche (1952, erhalten, seit 1960 Gemeinderaum) - Visbek, Diasporakapelle (1953, um 1997 nach Sudargas/Litauen transloziert: Emmauskirche, erhalten) |

## Folgebauten
Im Zuge der Notkirchenprogramme konzipierte Bartning eine weitere Serie noch kleinerer Kapellen mit ca. 95 Plätzen, genannt: „Haus der Kirche“. Zusammen mit weiteren kleinen Sonderbauten sind zwischen 1950 und 1952 fünf nachweislich gebaut worden.
Zwei dieser Bauten des Typs „Haus der Kirche“ wurden während der Uranbergbauzeit Anfang der 1950er Jahre in den westerzgebirgischen Orten Johanngeorgenstadt und Oberschlema errichtet. Das Gebäude in Johanngeorgenstadt entstand in einer Bergbausiedlung und wird heute als christliches Freizeitheim genutzt. Das Gebäude in Oberschlema war eine Übergangslösung, nachdem aufgrund von bergbaulichen Senkungserscheinungen die bisherige Kirche nicht mehr genutzt werden konnte. Die hölzerne Kapelle wurde zweimal umgesetzt und dient seit 1960 als Kirche der Auer Ortsteile Auerhammer und Neudörfel. Es ist das einzige Bauwerk seines Typs, das noch erhalten ist und als Kirche genutzt wird.
Das am 1. Advent 1951 eingeweihte Söderblom-Haus  in Sassnitz vom Typ Haus der Kirche wurde in der Nacht auf den 15. Juni 2018 durch ein Feuer bis auf die Grundmauern zerstört.